# Mogliano Veneto

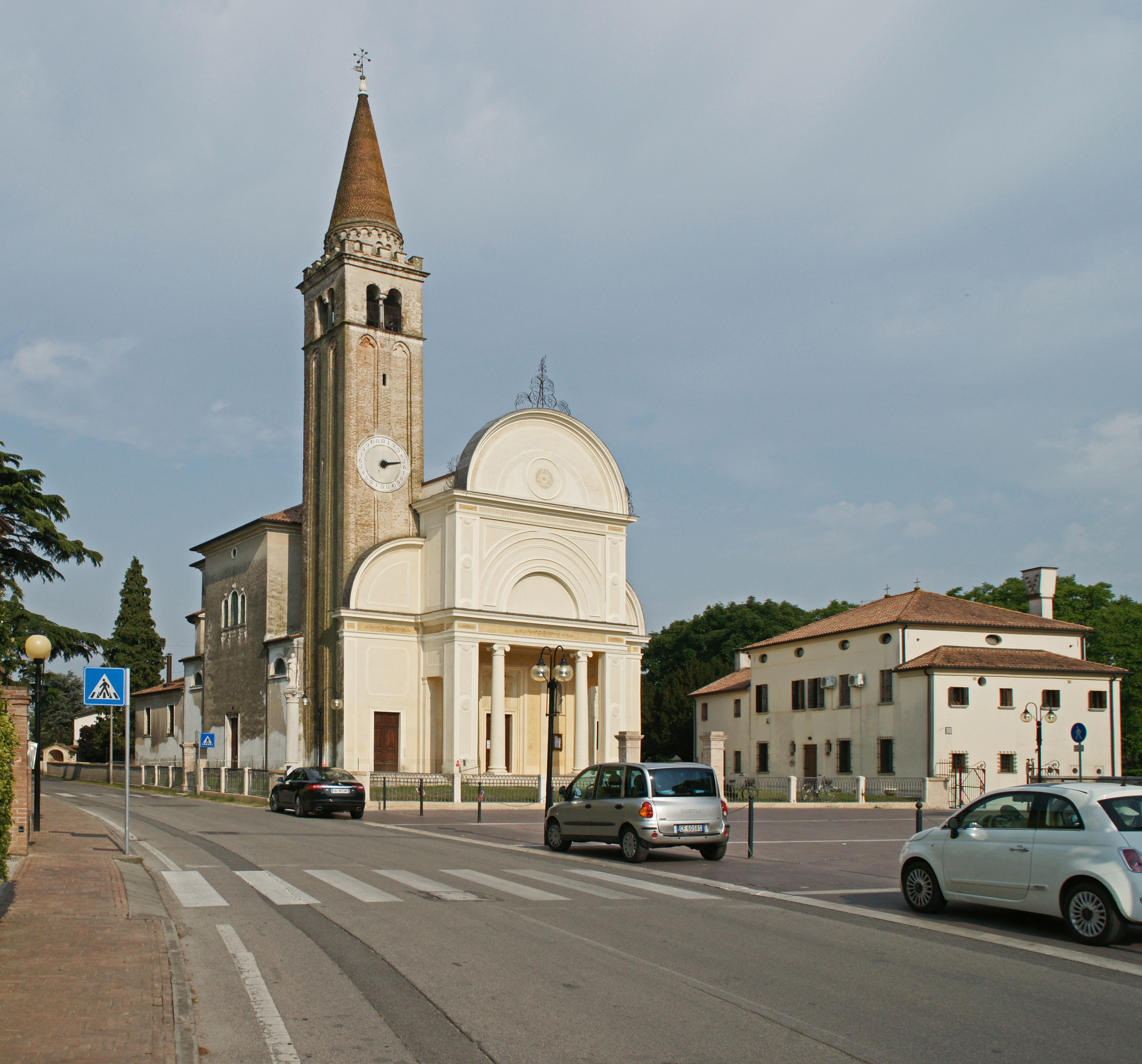
Kirche Santa Elena

Mogliano Veneto (Città di Mogliano Veneto) ist eine norditalienische Gemeinde (comune) mit 27.903 Einwohnern (Stand 31. Dezember 2023) in der Provinz Treviso in Venetien. Die Gemeinde grenzt an die Provinz Venedig und auch direkt an das Stadtgebiet Venedigs. Zur Provinzhauptstadt nach Treviso sind es etwa elf Kilometer in nördlicher Richtung. Nach Mestre im Süden sind es acht Kilometer.
Jedes Jahr im September finden in Mogliano Veneto Mittelalterspiele statt.

## Verkehr
Mogliano Veneto liegt an der Strada Statale 13 Pontebbane. Im Süden verläuft die Autostrada A4 und im Osten die Autostrada 27.

## Persönlichkeiten
- Giovanni Battista Piranesi (1720–1778), Architekt
- Giuseppe Luigi Trevisanato (1801–1877), Kardinal
- Toti dal Monte (1893–1975), Sopran
- Giuseppe Berto (1914–1978), Schriftsteller
- Mario Toso (* 1950), Kurienbischof
- Leonardo Muraro (* 1955), Politiker (Lega Nord) und Präsident der Provinz Treviso
- Lucia D’Errico[2] (* 1982), Musikerin, künstlerische Forscherin und Universitätsprofessorin an der Universität Mozarteum

## Gemeindepartnerschaften
Mogliano unterhält zwei inneritalienische Partnerschaften mit den Gemeinden Ricadi in der Provinz Vibo Valentia in Kalabrien (seit 1986) und Mogliano in der Provinz Macerata in Marken sowie eine weitere Partnerschaft mit der Stadt Mostar in Bosnien-Herzegowina.

## Sehenswürdigkeiten
Neben der Pfarrkirche befindet sich ein Benediktinerkloster aus dem 12. Jahrhundert mit einem romanischen Kreuzgang.

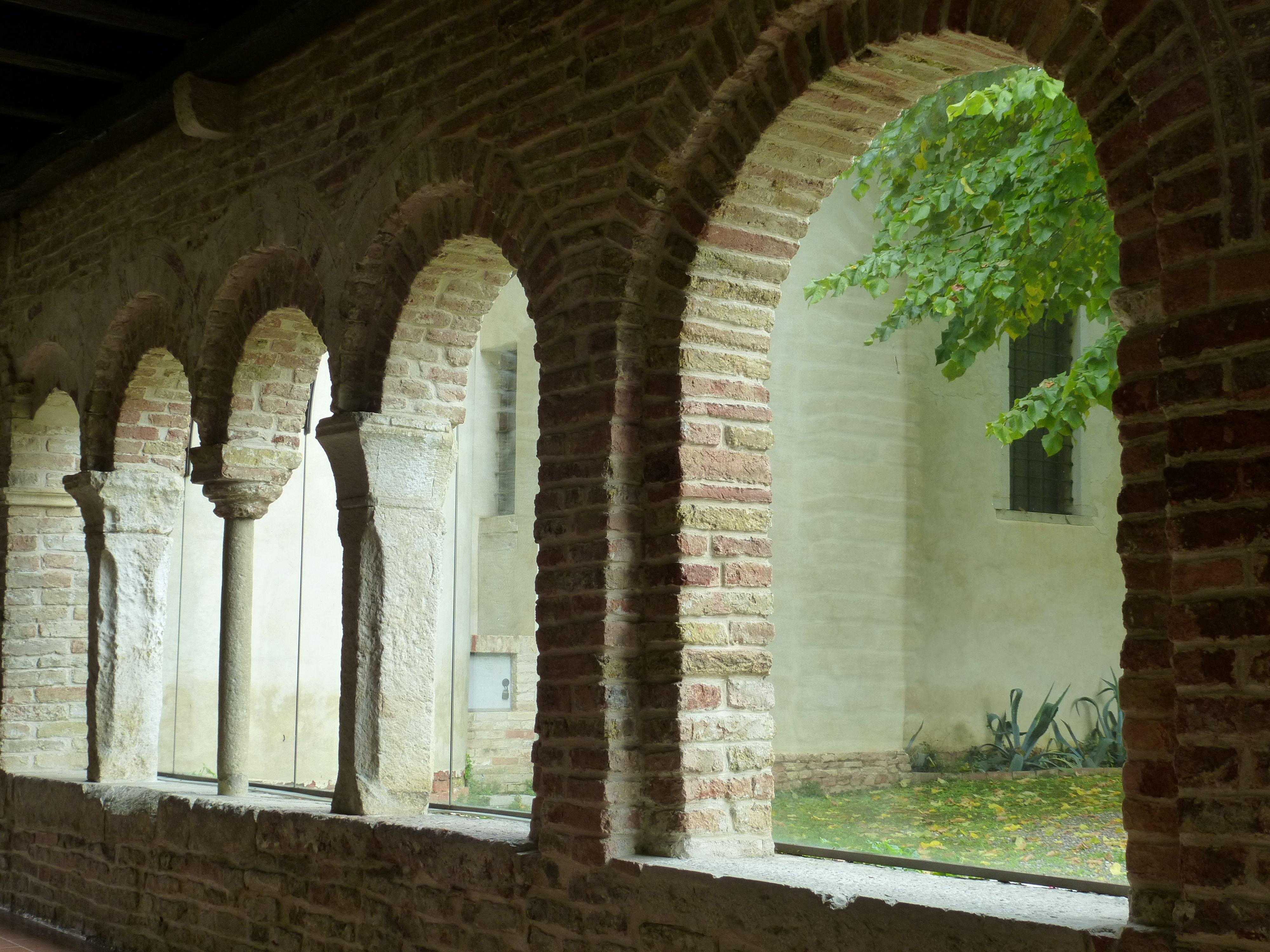
Kreuzgang des Benediktinerklosters